# Ludwig Löwe

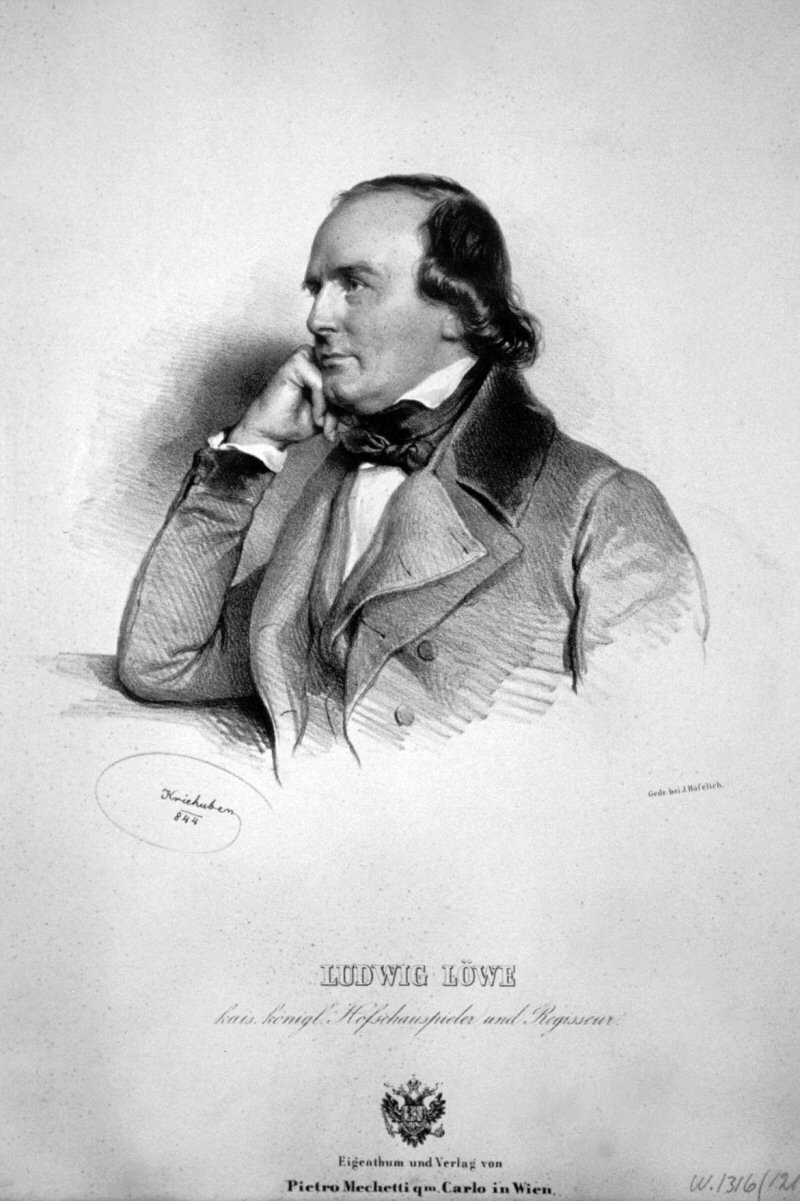
Johann Daniel Ludwig Löwe.

Johann Daniel Ludwig Löwe eller bara Ludwig Löwe, född 1795 och död 1871, var en tysk-österrikisk skådespelare även verksam som teaterregissör. Han anses som den främste medlemmen av skådespelarfamiljen Löwe.
Löwe föddes 29 januari 1795 i Rinteln.[källa behövs] Mellan 1811 och 1821 var han anställd vid tyska teatern i Prag, 1821-1826 vid hovteatern i Kassel och från 1826 vid Burgteatern i Wien, från 1838 även som regissör. I den staden avled han den 7 mars 1871.[källa behövs]
Löwe spelade såväl klassiska dramatiska, tragiska roller som lustspel och komedi. Han ansågs ha en sällsynt fängslande skådespelarpersonlighet med fantasi, humor och flammande temperament, djupa grepp om de tragiska rollerna och otvungenhet i de komiska. Bland hans viktigare rollporträtt finns Othello, Macbeth, Cassius i Julius Caesar, Hetsporr i Henrik IV,  Egmont och Fiesco.